# Convent dels Caputxins de Ceret

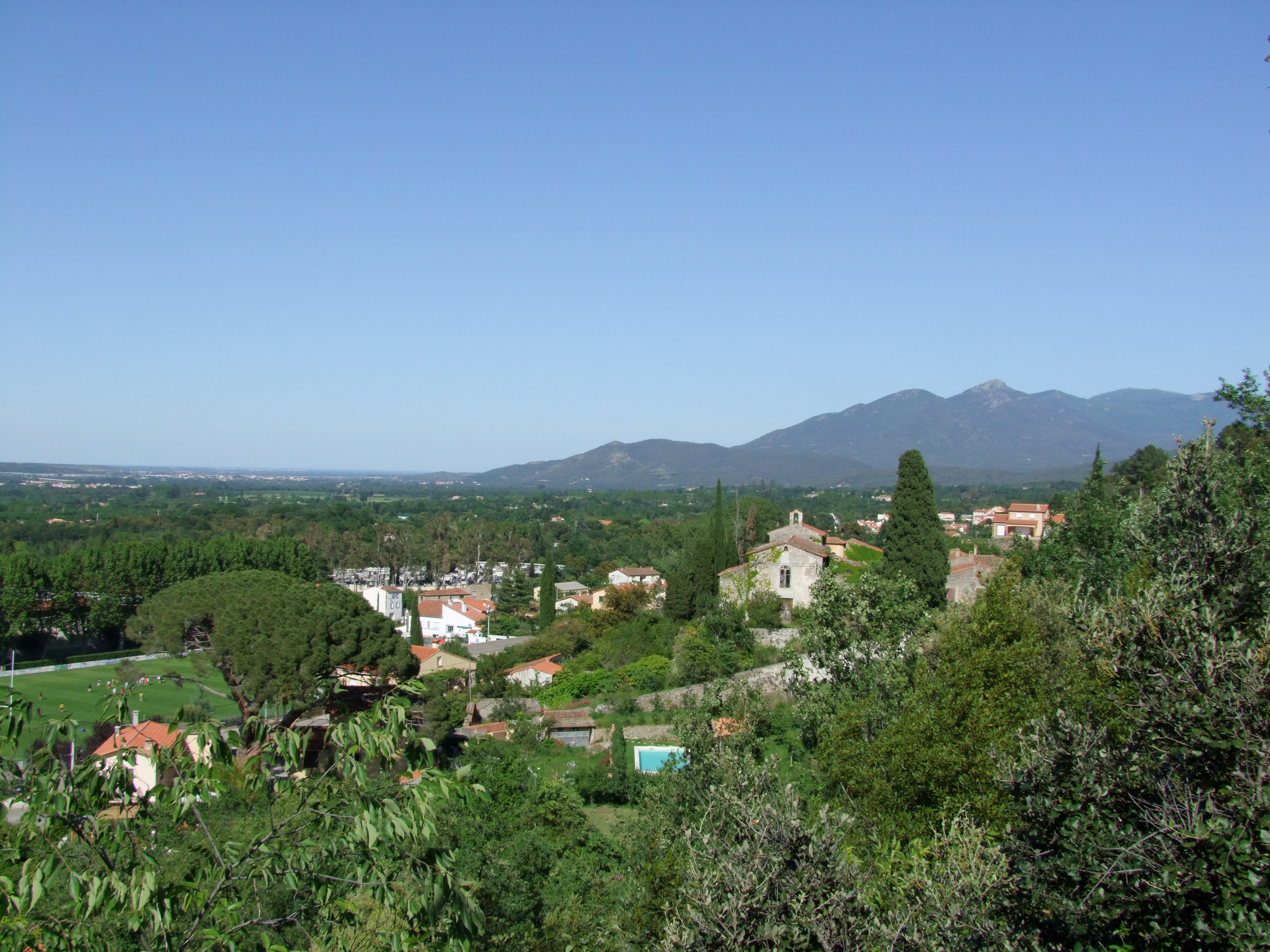
El paisatge natural de l'entorn del convent resta una font d'inspiració per als pintors.

El Convent dels Caputxins de Ceret és un antic edifici religiós de la vila de Ceret, a la comarca del Vallespir (Catalunya del Nord). La seva església està dedicada a Sant Francesc
Està situat a poca distància al sud-est de la vila, just al costat de migdia de l'estadi de rugbi de Ceret.
El convent va acollir la Conferència de Ceret, conseqüència del Tractat dels Pirineus. Amb la Revolució Francesa, l'edifici va perdre la seva funció religiosa, i va ser transformat en habitatge particular per Frank Burty Havliand. Al llarg del segle XX l'edifici va ser model per a molts pintors de pas per Ceret.

## Fins a la Revolució

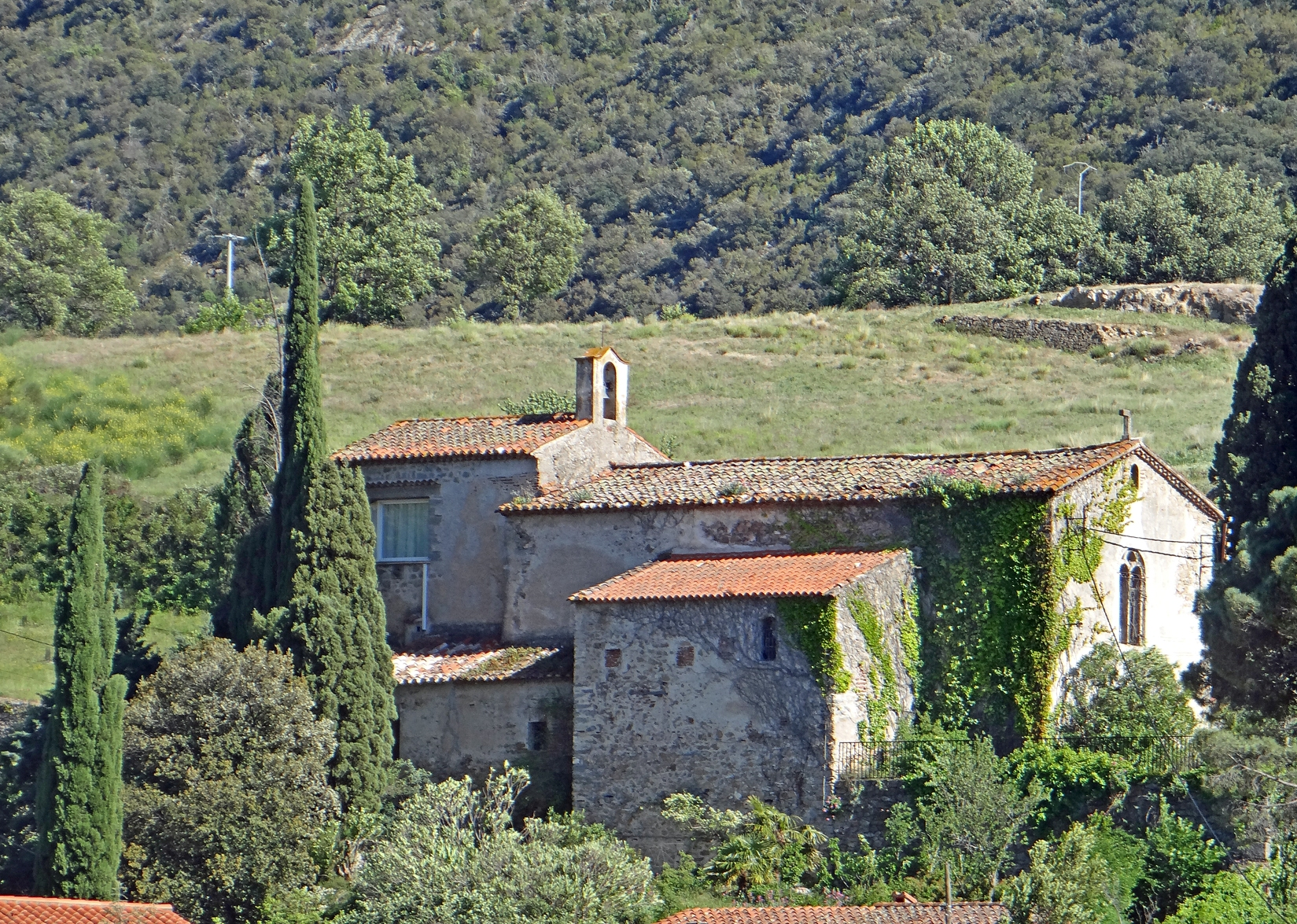
Vista nord de la capella i del convent

El convent dels Caputxins va ser fundat el 1581, en un moment de gran expansió a Catalunya dels convents. La primera implantació a Catalunya de l'orde caputxí va ser l'agost del 1578 a Sarrià (Barcelona). El convent de Ceret va ser construït el 1581, després dels de Perpinyà i Girona (1580) i abans dels de Figueres i Prada (1584), pel que fa als convents més a prop de Ceret.
L'espai estava ocupat pel mas Aliot, que va ser comprat per la comunitat, a demanda de l'església i dels ceretans. La capella va ser consagrada el 1618 i dedicada inicialment a l'Esperit Sant (ara ho és a sant Francesc).
Els seus ocupants eren presents a tots els oficis de l'església parroquial, i predicaven durant l'Advent i la Quaresma. No obstant això, tot i el compromís assumit el 1589 per separar un mestre de gramàtica i un tutor per als nens a canvi de la manutenció, els mestres mai no van ser proporcionats.

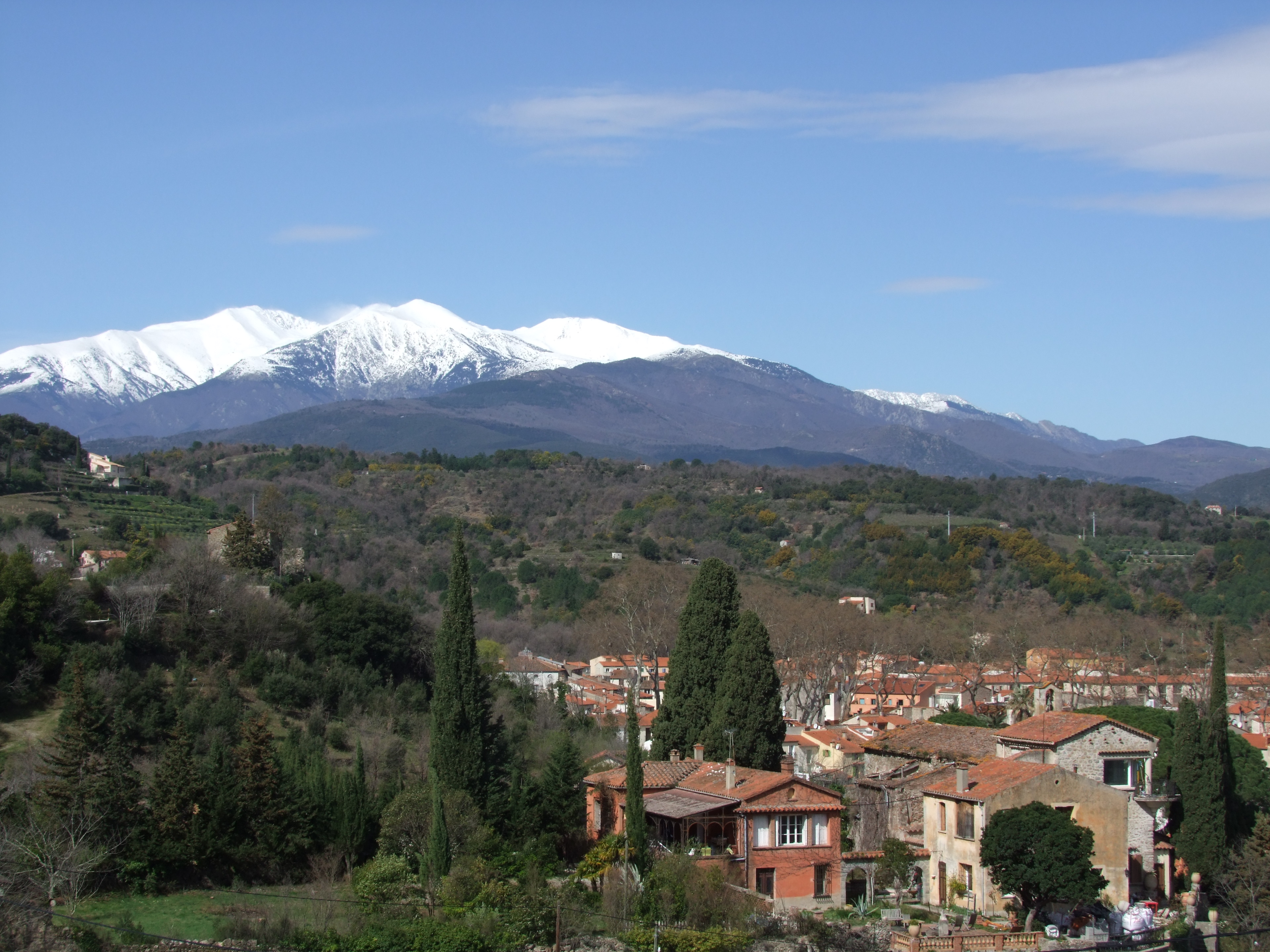
Vista est del antic convent dels Caputxins

Durant la Guerra dels Segadors, s'hi signà el 24 de setembre del 1640 el Pacte de Ceret, una aliança entre el Rei de França i el Consell dels Cents perquè França ajudés els catalans contra Espanya. França va reivindicar la totalitat de Catalunya, i el pacte va generar un nou front en la guerra que oposava els dos regnes.
El mateix any 1640, la instal·lació d'un Convent del Carme a Ceret genera un conflicte amb el dels caputxins: dos ordes mendicants són de mal tolerar a la mateixa vila. Hi va haver un cert litigi entre els dos convents, que, malgrat haver estat guanyat pels caputxins, mai no es va aplicar cap sentència.

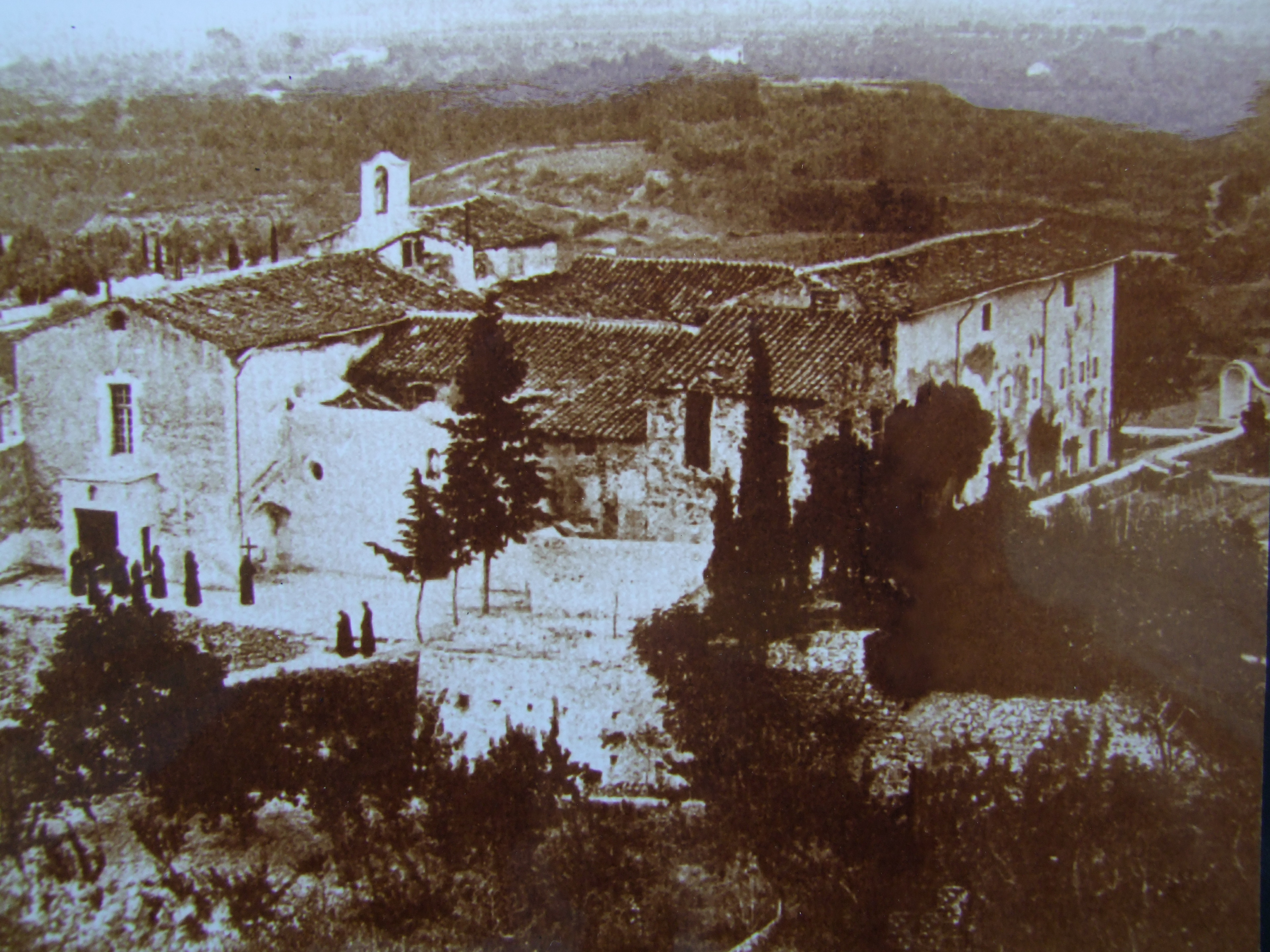
El convent, vers 1880

Després de la firma del Tractat dels Pirineus el 7 de novembre del 1659, una sèrie de conferències van tenir lloc a Ceret del 22 de març al 13 d'abril, conegudes amb el nom de Conferència de Ceret, per definir el traçat de la frontera entre els regnes francès i espanyol. Cap document precisa amb rigor el lloc de la conferència, però el Convent dels Caputxins té la fama d'haver acollit la conferència, com coincideixen a afirmar la major part dels historiadors, tot i que queden alguns dubtes sobre aquesta localització, sobretot perquè està indicat que les minutes i altres documents van ser enviats des del monestir de Santa Maria del Camp el 24 d'abril deL 1660.
El 1723 es té constància que quedaven deu caputxins en el convent, i només tres des del 1769 fins a la Revolució, quan va passar a ser propietat de l'estat.

## Revolució Francesa
El convent va ser nacionalitzat per decret el 2 de novembre del 1789. L'expulsió dels monjos es materialitzà el març del 1791. Jean Delcros i Costa demanà el 21 de març del 1791 l'adquisició dels edificis i del recinte del convent a partir del 14 maig del 1791, mitjançant pagament d'un dipòsit i la resta pagada en 12 anys. Jean Delcros és un propietari membre d'una família important de Ceret, primer revolucionari contra el clergat, i parent d'un José Delcros, Mestre de la Casa de la Moneda a Perpinyà, conegut com a important contribuent en el creixement de la propietat nacional. D'acord amb la llei del 2 de novembre del 1789, els mobles del convent van ser confiscats, inventariats i emmagatzemats. Els edificis del monestir van ser requisats el 1792 per l'administració militar.
Com l'ermita de Sant Ferriol, el Convent dels Caputxins va haver de suportar la fúria de les tropes revolucionàries durant la derrota de Ceret i a la batalla del Voló, l'1 de maig del 1794, tot i l'afecció del General Luis Fermín de Carvajal, Conde de La Unión i jesuïta, per aquests ordes religiosos i els seus intents per protegir els monestirs al llarg de l'any de l'ocupació espanyola de Ceret.
Una dècada més tard, el convent es trobava en molt mal estat, les seves portes i finestres havien desaparegut. El seu propietari, Delcros, va decidir transferir la propietat a la ciutat de Ceret el 21 de gener del 1805 per tal de crear-hi una escola secundària, però els edificis estaven tan deteriorats, que l'escola va ser traslladada a un altre lloc. El propietari sol·licità la restitució, que la comuna li va atorgar el 7 de juny del 1811, a reserva d'una renúncia a qualsevol mena de bestreta o reemborsament.
El 1808, els retaules del convent dels caputxins, dedicats a sant Josep amb sant Joan Baptista i sant Jaume, el de sant Antoni del Desert amb sant Joan Apòstol i santa Peronella, van ser donats a l'església parroquial de Sant Pere de Ceret, i es van col·locar com a altars laterals a cada costat del cor. Les estàtues de sant Francesc d'Assís i sant Antoni de Pàdua van ser donades també més tard a la parròquia per la família Delcros. En un estat extraordinari, presideixen la capella, i el retaule dedicat a la Verge dels Desemparats i a sant Ferriol, a l'esquera a l'entrada de l'església.

## Pintures
La capella va ser pintada amb una pintura de grans dimensions el 1872 per Josep Oromí.
La qualitat del paisatge de l'entorn del convent, preservat malgrat ser a prop de la vila, roman com a font d'inspiració per als pintors des de fa més d'un segle. Entre ells, Pinchus Krémègne, que va fer construir a prop la seva casa-taller el 1960.
El lloc va inspirar pintures, notablement de André Masson (El Convent des caputxins, 1919, Oli s. tela, museu de Ceret), Pinchus Krémègne (Els Caputxins de Céret, Oli s. tela) ; Chaïm Soutine, (El Convent des caputxins, c. 1920, Oli s. tela, col·lecció particular). Pierre Brune el va representar tant en pintures com en dibuixos des de la seva residència del Castell (Paisatge de Ceret, Els Caputxins i les Alberes c. 1935. Museu dels Agustins de Tolosa) tal com Jean Marchand, des de l'avinguda d'Espanya (El Convent dels Caputxins a Ceret, 1912 Museu d'Art Modern de Ceret). 20 teles d'11 pintors van ser seleccionades per a una exposició temporal al museu de Ceret el 2009. Frank Burty-Haviland, va pintar diverses teles des de la terrassa del convent (Celestina sobre la terrassa dels Caputxins, c. 1920, oli sobre tela, Museu d'Art Modern de Ceret).
Algunes vistes d'arquitectura del lloc van ser fetes per Paul Haviland i conservades al museu d'Orsay (El Convent dels Caputxins a Ceret, Casa a baix del convent dels Caputxins).